# Temporada da AFL de 1960
A Temporada de 1960 da AFL foi a temporada inaugural da American Football League.
A temporada acabou quando o Houston Oilers derrotou o Los Angeles Chargers na AFL Championship Game.

## Corrida pela divisão
A AFL tinha 8 times, agrupados em duas divisões. Cada time jogava uma partida como mandante e outra como visitante contra os outros 7 times da liga, totalizando assim 14 jogos na temporada e o melhor time de cada divisão se enfrentaria na final. Se houvesse um empate, aconteceria um pequeno playoff para ver quem levaria a divisão.
| Semana | EASTERN           |        | WESTERN            |        |
| ------ | ----------------- | ------ | ------------------ | ------ |
| 1      | Empate (Hou, NYT) | 1-0-0  | Empate (Den, LAC)  | 1-0-0  |
| 2      | HOUSTON OILERS    | 2-0-0  | DENVER BRONCOS     | 2-0-0  |
| 3      | Empate (Hou, NYT) | 2-0-0  | Empate (DalT, Den) | 2-1-0  |
| 4      | NEW YORK TITANS   | 3-1-0  | DENVER BRONCOS     | 3-1-0  |
| 5      | HOUSTON OILERS    | 3-1-0  | DENVER BRONCOS     | 3-1-0  |
| 6      | HOUSTON OILERS    | 4-1-0  | DENVER BRONCOS     | 3-2-0  |
| 7      | HOUSTON OILERS    | 5-1-0  | DENVER BRONCOS     | 4-2-0  |
| 8      | HOUSTON OILERS    | 5-2-0  | Empate (Den, LAC)  | 4-3-0  |
| 9      | HOUSTON OILERS    | 6-2-0  | L.A. CHARGERS      | 5-3-0  |
| 10     | HOUSTON OILERS    | 6-3-0  | L.A. CHARGERS      | 6-3-0  |
| 11     | HOUSTON OILERS    | 7-3-0  | L.A. CHARGERS      | 6-4-0  |
| 12     | HOUSTON OILERS    | 6-3-0  | L.A. CHARGERS      | 7-4-0  |
| 13     | HOUSTON OILERS    | 8-4-0  | L.A. CHARGERS      | 8-4-0  |
| 14     | HOUSTON OILERS    | 9-4-0  | L.A. CHARGERS      | 9-4-0  |
| 15     | HOUSTON OILERS    | 10-4-0 | L.A. CHARGERS      | 10-4-0 |

## Classificação
| Eastern Division |    |   |   |      |     |     |
| Time             | V  | D | E | PCT  | PF  | PS  |
| *Houston Oilers  | 10 | 4 | 0 | .714 | 379 | 285 |
| New York Titans  | 7  | 7 | 0 | .500 | 382 | 399 |
| Buffalo Bills    | 5  | 8 | 1 | .385 | 296 | 303 |
| Boston Patriots  | 5  | 9 | 0 | .357 | 286 | 349 |

| Western Division      |    |   |   |      |     |     |
| Time                  | V  | D | E | PCT  | PF  | PS  |
| *Los Angeles Chargers | 10 | 4 | 0 | .714 | 373 | 336 |
| Dallas Texans         | 8  | 6 | 0 | .571 | 362 | 253 |
| Oakland Raiders       | 6  | 8 | 0 | .429 | 319 | 388 |
| Denver Broncos        | 4  | 9 | 1 | .308 | 309 | 393 |

* — Qualificado para o Championship Game.

## AFL Championship Game
- Houston Oilers 24, Los Angeles Chargers 16 no Jeppesen Stadium, Houston, Texas em 1 de janeiro de 1961